# Parco nazionale dell'Arcipelago Toscano
Nationalparken Arcipelago Toscano (italienska: Parco nazionale dell'Arcipelago Toscano) är en nationalpark och marinpark i den toskanska arkipelagen, i provinserna Grosseto och Livorno i västra Toscana i Italien.

## Geografi
Den toskanska arkipelagen (ökedjan) ligger mellan Liguriska havet (norr) och Tyrrenska havet (söder), i Medelhavet.
Den italienska nationalparken skyddar 56 776 hektar havsmiljöer och 17 887 hektar landyta.
Nationalparken Arcipelago Toscano omfattar de sju huvudöarna i den toskanska skärgården:
- Elba
- Isola del Giglio
- Capraia
- Montecristo
- Pianosa
- Giannutri
- Gorgona
- och några av de mindre öarna och klippformationerna.

Parkens högsta punkt är Monte Capanne (italienska: Monte Capanne), 1 019 meter över havet, på ön Elba.